# Romiá
Romiá är en ort i Grekland.   Den ligger i prefekturen Nomós Prevézis och regionen Epirus, i den centrala delen av landet, 280 km nordväst om huvudstaden Aten. Romiá ligger 122 meter över havet och antalet invånare är 183.
Terrängen runt Romiá är kuperad åt nordväst, men åt sydost är den platt. Terrängen runt Romiá sluttar söderut.Runt Romiá är det ganska tätbefolkat, med 230 invånare per kvadratkilometer. Närmaste större samhälle är Arta, 13,1 km sydost om Romiá. Trakten runt Romiá består till största delen av jordbruksmark.